# جیمی ون هیوزن
جیمی ون هیوزن (انگلیسی: Jimmy Van Heusen؛ زاده ۲۶ ژانویهٔ ۱۹۱۳ – درگذشته ۶ فوریهٔ ۱۹۹۰) آهنگساز اهل ایالات متحده آمریکا بود. وی ۱۴ بار نامزد دریافت جایزه اسکار بهترین ترانه شد که ۴ بار موفق به دریافت این جایزه شد.

## بخشی از فیلمشناسی
- متأهل... بچه‌دار (۱۹۸۷–۱۹۹۷)
- دیکسی (۱۹۴۳)